# Tavazzano con Villavesco
Tavazzano con Villavesco (lombardul: Tavassàn cun Vilavèsch) település Olaszországban, Lombardia régióban, Lodi megyében. Lakosainak száma 5861 fő (2023. január 1.). Tavazzano con Villavesco Lodi, Lodi Vecchio, Montanaso Lombardo, Mulazzano, San Zenone al Lambro, Sordio és Casalmaiocco községekkel határos.

## Népesség
A település lakossága az elmúlt években az alábbi módon változott:

| 2018 | 6 018 |
| 2023 | 5 861 |